# Bestarbeiter

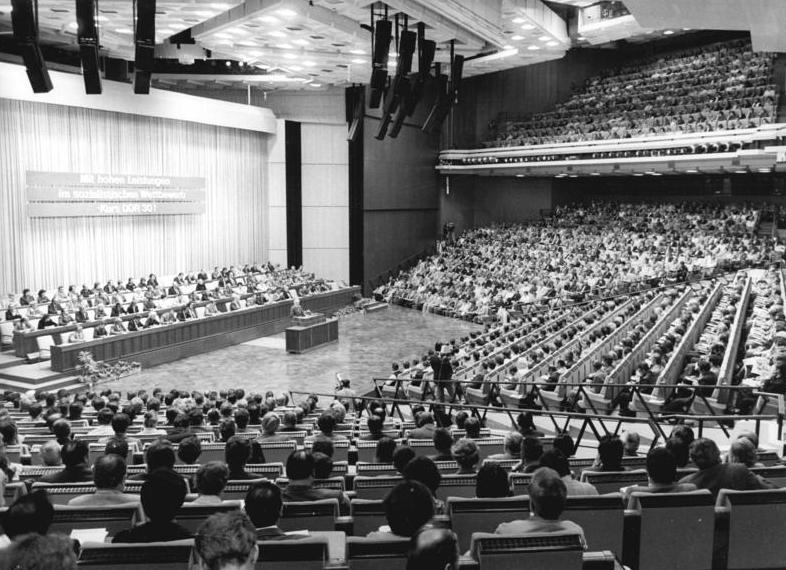
Die 4. Berliner Konferenz der Bestarbeiter, mit etwa 3000 Teilnehmern, im Palast der Republik, Berlin 1979

Als Bestarbeiter wurden in der DDR Berufstätige ausgezeichnet, die laut den ihnen überreichten Urkunden „hervorragende Arbeitsergebnisse bei der sozialistischen Planerfüllung“ erzielten. Es gab auch andere Formulierungs-Varianten, z. B. „für vorbildliche Leistungen im sozialistischen Wettbewerb und im Kampf um die tägliche Planerfüllung“.
In allen volkseigenen Betrieben wurden sogenannte Straßen der Besten eingerichtet, wo Fotografien der Bestarbeiter in Schaukästen oder an Wandtafeln ausgestellt wurden. Der Gewerkschaftsbund der DDR forderte regelmäßig seine Mitglieder auf, sich die Bestarbeiter als Vorbild für höhere Arbeitsleistungen zu nehmen. In Betrieben, Kombinaten und Städten wurden zu diesem Zweck auch Bestarbeiter-Konferenzen abgehalten.
Bestarbeiter-Auszeichnungen waren auch in anderen realsozialistischen Ländern üblich, insbesondere der Sowjetunion, wo man ihnen in Produktionsstätten eine Tafel der Besten widmete.